# 黒木曜之助
黒木 曜之助（くろき ようのすけ、1928年 - 没年不明）は、日本の作家・ノンフィクション作家。別名・筑波 昭。

## 生涯
茨城県日立市生まれ。日本大学芸術学部中退。茨城新聞に入社、編集局次長などをつとめる。
1957年「クレオパトラの毒蛇」が『宝石』懸賞の最終候補になる。1967年、江戸川乱歩賞で最終候補作となった「野望の接点」を刊行。
1989年以降目立った著作はなく、日本推理作家協会においては物故会員とされている。

## 著書
- 『野望の接点』三一書房 1967 のち春陽文庫
- 『罠の幻影』三一書房 1969
- 『逆光のブルース』桃園書房 1970 のち春陽文庫
- 『大日本帝国の遺産』桃園書房 1970
- 『歪んだ挑戦 三王ホテル零号室』青樹社 1970
- 『ポルノ殺人事件』桃園書房 1971
- 『殺意の競合』青樹社 1972 のち春陽文庫
- 『「もく星」号墜落』講談社 新鋭推理作家書下しシリーズ 1972
- 『殺人幻野』立風書房 1973 のち春陽文庫
- 『横を向く墓標』産報 1973 のち春陽文庫
- 『実録・大震災最大事件』弘済出版社 こだまブック 1974 『妄執の推理 実録・大震災最大事件』春陽文庫
- 『真昼の幻影』双葉ノベルス 1974
- 『実録・連合艦隊最大事件』弘済出版社 こだまブック 1975 『狂信の推理 実録・連合艦隊最大事件』春陽文庫
- 『暗黒潮流』日本文華社・文華新書 1976
- 『虚構の祭典』立風書房 1976 『虚構の祭典 国民体育大会殺人事件』春陽文庫
- 『殺しに報酬はない』立風書房 1976 のち春陽文庫
- 『邪馬台国殺人事件』日本文華社・文華新書 1977 『暗く重き復讐 邪馬台国殺人事件』春陽文庫
- 『クレムリンを震撼させた男』広済堂出版 1979
- 『欲望の設計』春陽文庫 1979
- 『標的はクレムリン 悪魔の謀略』広済堂出版 1980
- 『津山三十人殺し 村の秀才青年はなぜ凶行に及んだか』（筑波昭）草思社 1981
  - 『惨殺! 昭和十三年津山30人殺しの真相』旺文社文庫
  - 『津山三十人殺し 日本犯罪史上空前の惨劇』新潮OH!文庫 のち新潮文庫
- 『昭和四十六年、群馬の春 大久保清の犯罪』（筑波昭）草思社 1982『連続殺人鬼大久保清の犯罪』新潮OH!文庫
- 『アンドロポフ軍団』（筑波昭）大陸書房 1983
- 『猟奇事件 明治・大正・昭和を代表する猟奇事件の全貌』（筑波昭）大陸書房 1983
- 『偽装指令 小説在日スパイ軍団』学陽書房 1983
- 『女豹の標的（ターゲット）』春陽文庫 1984
- 『虚妄の推理 論文「夏目漱石殺人事件」』春陽文庫 1985
- 『スリーパー 蘇るスターリンの亡霊』春陽文庫 1986
- 『落ちこぼれ刑事 偕楽園殺人事件』春陽文庫 1987
- 『名探偵乱歩氏 実録・千駄が谷パス屋殺し』春陽文庫 1987
- 『巣鴨若妻殺し 昭和戦前の最難事件』（筑波昭）草思社 1987
- 『切手収集狂殺人事件』春陽文庫 1988